# Balej
Balej (oroszul: Балей) város Oroszország ázsiai részén, a Bajkálontúli határterületen, a Baleji járás székhelye. Korábbi neve Novotroick (1932-ig).
Évtizedeken át az aranybányászat jelentős központja volt.

## Elhelyezkedése
Az Unda (az Onon mellékfolyója) partján, Csitától országúton 350 km-re keletre, a Borscsovocsnij-hegység déli lábánál helyezkedik el. A legközelebbi vasútállomás 55 km-re van, a hegység túlsó oldalán. A város a folyó mindkét partjára épült.

## Története
A 19. század végén az Unda folyón több aranymosótelep működött. Az itteni falu ezekből alakult ki, neve Novotroickij promiszel lett, (a промысел kb. jelentése: 'ipartelep').  
A település mellett 1926–1928-ban nagy aranylelőhelyet fedeztek fel. 1929-ben Balejzoloto (Балейзолото) néven bányászati és feldolgozóipari vállalat létesült, első dúsítóüzemét 1935-ben adták át. 1938-ban a település Balej néven városi rangot kapott. A név egy régi dauriai telep nevéből származik.
A közeli Taszejevo mellett 1947-ben újabb nagy aranylelőhelyen kezdték meg a kitermelést. A háború után, 1947-től 1953-ig a GULAG kényszermunkásai dolgoztak a kombinát munkahelyein. A Balejzoloto az aranybányászat kiemelkedő, országos jelentőségű vállalata lett, föld alatti és külszíni bányái, kotrógépei, feldolgozóüzemei állandó munkahelyet biztosítottak. A város a vállalattal együtt és segítségével növekedett. Balej az 1960-as –1970-es években a Csitai terület (a mai Bajkálontúli határterület) harmadik legnépesebb városa volt, iskola, stadion, művelődési ház, több üzlet, kommunális ellátórendszer létesült, a bányászok részére a bal parton külön lakótelep, ún. "mikrorajon" épült (Otmahovo). A repülőtér folyamatos összeköttetést biztosított Csitával, a terület központjával. 
1995-ben az aranybányászat megszűnt, a vállalat (időközben részvénytársasággá alakult) alaptevékenysége leállt; a bányákat elhagyták, az üzemek pusztulni kezdtek. A repülőjáratok megszűntek. Addigra már a bányászati tevékenység jelentős környezeti károkat is eredményezett az Unda völgyében. 

## 21. század
A 21. század első éveire a városban az alapvető lakossági szolgáltatásokat (vízellátás, fűtés, stb.) sem mindig tudták megfelelően biztosítani. 2010-re a lélekszám lényegesen csökkent, a bányalakótelep részben kihalt. 
2004-ben a taszejevi lelőhely kitermelési jogát 20 évre a Highland Gold Mining Ltd szerezte meg, de a bányászat még tíz évvel később sem kezdődött meg. Az Angliában bejegyzett társaság 
fő részvényese egy Millhouse nevű társaság, amely Roman Abramovics és partnereinek érdekkörébe tartozik.

## Népessége
- 1987-ben kb. 26 000 fő
- 1999-ben kb. 19 100 fő
- 2002-ben 14 797 fő[4]
- 2010-ben 12 533  fő volt.[5]